# Mount Airy (Carolina del Nord)
Mount Airy è una città degli Stati Uniti d'America situata nella Carolina del Nord, nella Contea di Surry.